# 许驸马府
许驸马府位于广东省潮州市湘桥区太平街道中山路葡萄巷东府埕4号，系宋太宗曾孙女德安郡主驸马许珏的私府，称为潮州古城“三宝”之一。

## 简介
始建于宋英宗治平年間（1064年至1067年），经历代修葺，至今保留了原来的平面布局及特点。该府第占地面积约两千平方米。主体建筑为三进五开间，首进与後座均带厅与房，围屋藏于中座旁山墙外，三进与插山构成“工”字，形成独厅、独院、独天井主体格局，府内四口井中尚存一口井至今水质仍清冽。
2009年1月21日，许驸马府正式对外开放，许氏家族举行了拜祭仪式。